# Kasteel Lupčiansky
Kasteel Lupčiansky (Slowaaks: Ľupčiansky hrad) is een kasteel in Midden-Slowakije en is een nationaal cultureel monument. Het kasteel is gelegen in de Hron-vallei, direct boven de Slowaaks gemeente Slovenská Ľupča. Het is gebouwd aan de zuidoostelijke rand van de Starohorské-heuvels op een hoogte van 440 meter boven de zeespiegel. Het is toegankelijk voor publiek, vanuit het dorp.  

## Geschiedenis
Het kasteel genaamd Liptza werd in 1250 schriftelijk genoemd en werd gebouwd op de plaats van een ouder heuvelfort na de invasie van de Mongolen (1241). De locatie was belangrijk, zat op de toegangsweg naar de mijnsteden van Midden-Slowakije en dat maakte het kasteel een frequente zetel van vorsten.
In juni 1443 trof een zware aardbeving Hongarije, die het kasteel ernstig beschadigde. Uitgebreide reparaties volgden, anderen volgden na 1572, toen de nieuwe beheerder Pavol Rubigall zijn reconstructie realiseerde. In de turbulente periode aan het begin van de 17e en 18e eeuw, veranderde het kasteel vaak van eigenaar en werd het herhaaldelijk geplunderd. Kasteel Lupčiansky verloor geleidelijk de functie als administratief centrum en zijn lot werd verzegeld door een brand, waarna alleen de nodige reparaties werden uitgevoerd.
De heersers gebruikten de nieuw gebouwde landhuizen en een weeshuis die werden gecreëerd op het verlaten kasteelterrein. Later werden er een school en een jeugdinstituut toegevoegd. Na de Tweede Wereldoorlog diende de campus als een vakschool, een liefdadigheidsinstelling, maar ook voor de behoeften van de Socialistische Jeugdunie. In de jaren negentig werd het kasteel beheerd door het Regionaal Erfgoedinstituut in Banská Bystrica, waarvan het in 2002 werd overgenomen door Železiarne Podbrezová. De nieuwe eigenaar voerde uitgebreide reconstructiewerkzaamheden uit op het kasteel van Lupčiansky, waardoor het hele gebied veel aantrekkelijker werd.

## Bron
- www.hradlupca.sk